# حمزة حمري
حمزة حمري من مواليد (12 يناير 1995 في القيروان). الملقب بالجوكر هو لاعب جودو سابق و رياضي محترف في الفنون القتالية المختلطة وملاكم عاري الأيادي. يتنافس حاليًا في فئتين وزن الديك والوزن الريشة في بطولة بيب إكستريم سلسلة القتال و سنتوريون إف سي. وهو أول مقاتل ولد ونشأ في بلد عربي يوقع مع بطولة بيب إكستريم سلسلة القتال الأميركية.

## بداياته
بدأ مشواره الرياضي وهو في عمر عشر سنوات مع فريق كرة القدم اسمها الشبيبة الرياضية القيروانية ضمن صنف الشبان و لم تدم تجربته طويلا وانتقل بعد ذلك لممارسة رياضة الجودو حتى أن اكتشف من خلال مقطع فيديو على يوتيوب رياضة الفنون القتالية المختلطة.

## مسيرته في الفنون القتالية المختلطة
في 16 أبريل 2017 خاض حمزة حمري أول قتال احترافي أمام الجزائري مراد الزيدي والتي استطاع إنهائها سريعا بالضربة القاضية وذلك ضمن منافسات البطولة في فئة وزن الريشة.
في 12 مارس 2022 عدا مجددا بعد غياب 5 سنوات بسبب الإصابة، و خاض ثاني قتال له ضد فراس عتيق و انتصار بالضربة القاضية في الجولة الأول. بعد ذلك بحوالي شهر تمكن حمري مجددا من هزم منافسه رائد الزناتي بالضربة القاضية في مباراة لم تتجاوز دقيقة و أربعة عشر ثانية.
نزاله الرابع جرى بتاريخ 15 يونيو 2022 أمام البرازيلي لوكاس دوروثي في ليبيا، حيث سيطر كعادته على المباراة منذ الجولة الأولى مستغلا بذلك إخضاع خصمه على الأرض و بذلك جعلت حمزة يحقق انتصاره الرابع على التوالي و يحرز حزام الوزن الخفيف لبطولة ليبيا الدولية.

### التدريب
حمزة يعتبر هو أول مقاتل تونسي و عربي ينضم الي أكاديمية الأمريكية جاكسون وينك وهو إحدى أفضل أكاديمي لفنون القتالية المختلطة في العالم.

### بطولة سنتوريون القتالية
واجه حمري خصمه البرازيلي باتريزيو دي سوزا في 15 نوفمبر 2023 في نسختها 16 في دولة مالطا.

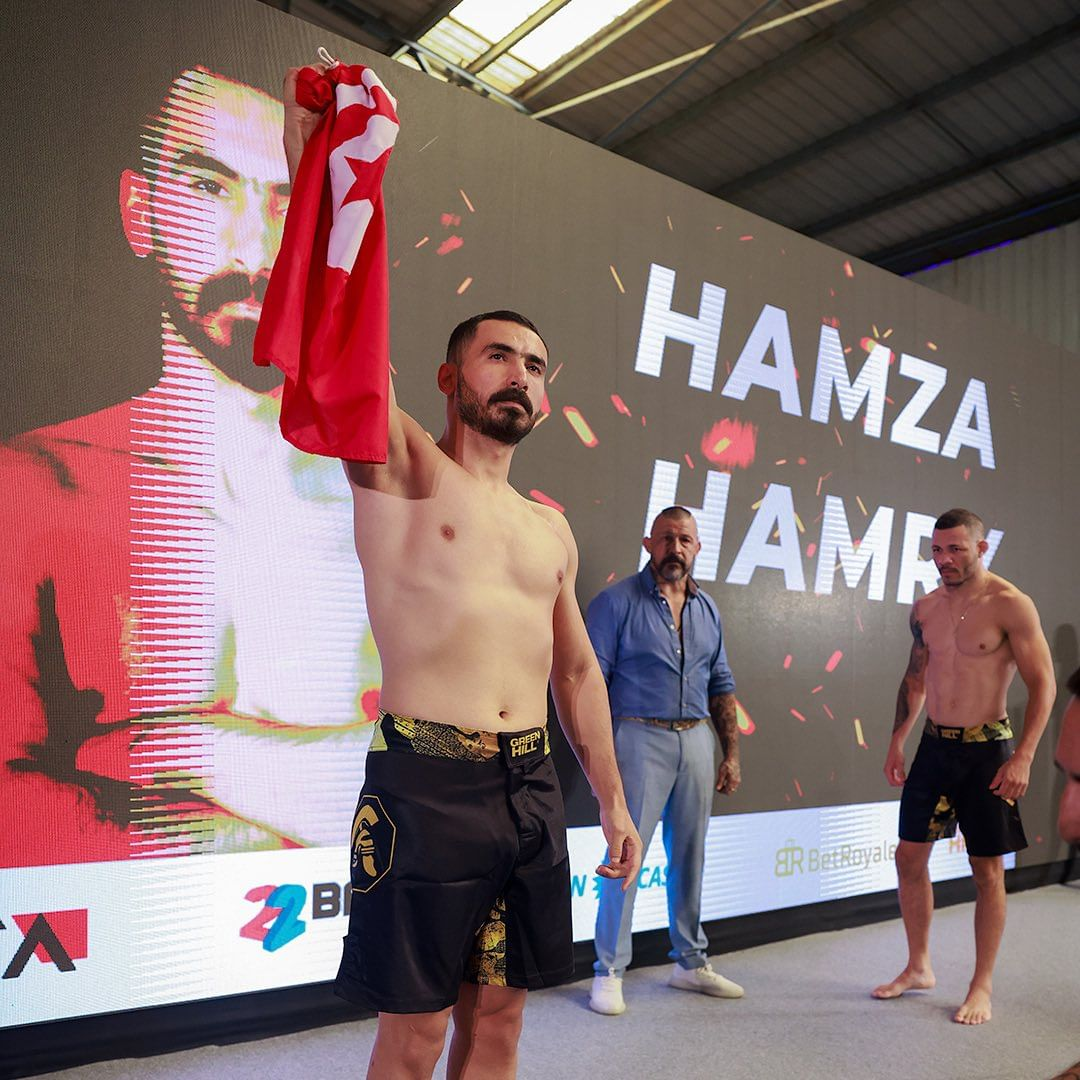
حمري يرفع العلم التونسي أمام أنظار البرازيلي ديسوزا في مالطا، 14 نوفمبر 2023.

## الألقاب
- الفنون القتالية المختلطة
  - بطل منظمة ليبيا الدولية على وزن 70 كغ.[15][16][17]

### مصارعة إخضاع
- - بطولة نادي أبوظبي للقتال
- بطل أفريقيا ADCC - (-70 كلغ) القتال السوبر

### الجودو
- الميدالية البرونزية في البطولة التونسية للجودو – شبه محترف (-66 كلغ) 2013
- الميدالية الذهبية في البطولة التونسية للجيدو - شبه محترف (-66 كلغ) 2014

## سجل الفنون القتالية المختلطة
| السجل المهني |       |         |
| 5 نزال       | 4 فوز | 1 خسارة |
| ضربة قاضية   | 3     | 1       |
| إخضاع        | 1     | 0       |

| النتيجة | السجل | الخصم            | الطريقة                          | الحدث                   | التاريخ        | الجولة | الوقت | المكان        | الملاحظات                                   |
| ------- | ----- | ---------------- | -------------------------------- | ----------------------- | -------------- | ------ | ----- | ------------- | ------------------------------------------- |
| خسر     | 4–1   | باتريزيو دي سوزا | TKO اللكمات                      | بطولة سنتوريون القتالية | 15 نوفمبر 2023 | 1      | 1:42  | مالطا، عطار   |                                             |
| فاز     | 4–0   | لوكاس دوروثي     | إخضاع                            | بطولة ليبيا القتالية 3  | 15 يونيو 2022  | 1      | 3:09  | ليبيا، طرابلس | فاز بحزام الوزن الخفيف لبطولة ليبيا الدولية |
| فاز     | 3–0   | رائد الزناتي     | الضربة الفنية القاضية (إصابة)    | بطولة ليبيا القتالية 1  | 1 أبريل 2022   | 1      | 1:14  | ليبيا، طرابلس |                                             |
| فاز     | 2–0   | فراس عتيق        | الضربة الفنية القاضية (بالركلات) | بطولة تطاوين            | 12 مارس 2022   | 1      | 2:21  | تونس، تطاوين  |                                             |
| فاز     | 1–0   | مراد الزيدي      | الضربة الفنية القاضية (باللكمات) | بي أف سي الجزائرية      | 16 أبريل 2017  | 1      | 1:45  | تونس          |                                             |

المصدر:

## الملاكمة العارية الأيادي
في 10 فبراير 2023، أُعلن أن حمري وقع عقدًا من ثلاث معارك مع بطولة بيب إكستريم سلسلة القتال. وهو أول مقاتل ولد ونشأ في بلد عربي يتم توقيع مع بطولة BYB الأميركية.
واجه حمري مارك تيفين في 18 مارس 2023 في حدث بيب إكستريم سلسلة القتال 16 المقام في ملعب دبي.

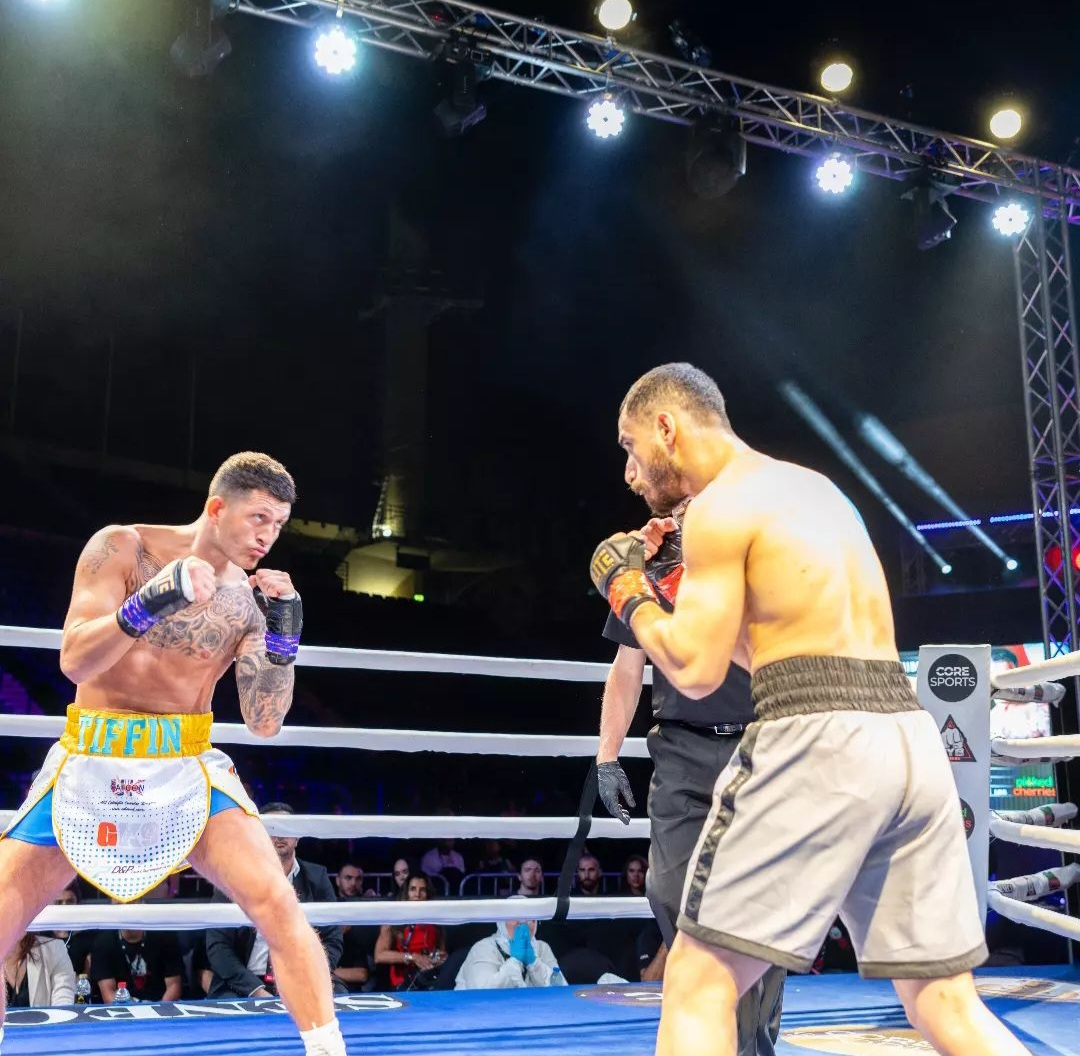
حمري مع مارك تيفين في حلبة بيب إكستريم سلسلة القتال في دبي، 18 مارس 2023.

في أفريل 2023 تم تصنيف حمزة رقم 1 في تونس على موقع بوكس ريك للملاكمة عارية الأيادي.

## روابط خارجية
- حمزة حمري على موقع بوكس ريك (الإنجليزية) (registration required)
- حمزة حمري على موقع JudoInside.com (الإنجليزية)
- حمزة حمري على موقع شيردوغ (الإنجليزية)
- حمزة حمري على موقع Tapology.com (الإنجليزية)
- حمزة حمري على موقع فايت ماتريكس (الإنجليزية)